# Derrière le masque (film, 1936)
Pour les articles homonymes, voir Derrière le masque.
Pour plus de détails, voir Fiche technique et Distribution.
Derrière le masque (The Man behind the Mask) est un film policier britannique réalisé par Michael Powell et sorti en 1936.

## Synopsis
Nick et June prévoyaient de s'enfuir ensemble à l'occasion d'un bal masqué, mais Nick est attaqué par un homme qui lui prend son déguisement et vole le bouclier de Kahm. Nick se retrouve le principal suspect.

## Fiche technique
- Titre français : Derrière le masque[1]
- Titre original : The Man behind the Mask
- Réalisation : Michael Powell
- Adaptation : Syd Courtenay, Jack Bird, Stanley Haynes, d'après le roman The Case of the Golden Plate de Jacques Futrelle
- Dialogues : Ian Hay
- Direction artistique : George Provis, Andrew Mazzei
- Photographie : Ernest Palmer
- Son : W.H.O. Sweeny
- Montage : Sam Simmonds
- Production : Joe Rock
- Société de production : Joe Rock Productions
- Société de distribution : Metro-Goldwyn-Mayer
- Pays d’origine :  Royaume-Uni
- Langue originale : anglais
- Format : noir et blanc — 35 mm — 1,37:1 — son Mono
- Genre : Film policier
- Durée : 79 minutes
- Dates de sortie :
  - Royaume-Uni : 24 août 1936
  - France : 28 avril 1939[1]

## Distribution
- Hugh Williams : Nick Barclay
- Jane Baxter : Lady June Slade
- Ronald Ward : Jimmy Slade
- Maurice Schwartz : Paul Melchior
- George Merritt : Inspecteur Mallory
- Henry Oscar : "Voltaire", policier d'Interpol
- Donald Calthrop : Dr Harold E. Walpole
- Kitty Kelly : Marian Weeks
- Wilfrid Caithness : Raines
- Peter Gawthorne : Lord Slade
- Gerald Fielding : Harrah
- Reginald Tate : Allan Hayden
- Moyra Fagan : Nada
- Ivor Barnard : Hewitt
- Barbara Everest : Lady Slade
- Hal Gordon : Sergent
- Syd Crossley : Policier
- Henry Caine : Beetson
- Esma Cannon : une serveuse